# Pterodroma hypoleuca
Pterodroma hypoleuca е вид птица от семейство Procellariidae.

## Разпространение
Видът е разпространен в Китай, Маршалови острови, Русия, Северни Мариански острови, САЩ, Филипините и Япония.